# Dmitrijs Hmizs
Dmitrijs Hmizs (n. Liepāja, Letonia, 31 de julio de 1992) es un futbolista letón. Se desempeña como lateral derecho y actualmente milita en el FK Spartaks Jūrmala de la Virslīga.

## Clubes
| Club                  | País    | Año               |
| --------------------- | ------- | ----------------- |
| FK Liepājas Metalurgs | Letonia | 2013              |
| FK Spartaks Jūrmala   | Letonia | 2014 - Actualidad |